# Samuel Aranda
Samuel Aranda (Santa Coloma de Gramanet, 1979) es un fotógrafo español. Recibió el Premio World Press Photo of the Year de 2011 por una fotografía sobre una madre que consuela a su hijo herido en el conflicto de Yemen.
Inició su trabajo como periodista gráfico con 19 años en los diarios El País y El Periódico de Catalunya, aunque poco después comenzó a trabajar para la Agencia EFE en Oriente Medio, documentando el conflicto palestino-israelí. En 2004 comenzó a trabajar para la Agencia France Press realizando reportajes en Pakistán, Gaza, Líbano, Irak, Marruecos, Sahara Occidental y España.
Gran parte de su trabajo lo realiza en los países árabes. En el año 2006 ganó el premio de la Asociación Nacional de Informadores Gráficos de Prensa y Televisión (ANIGP-TV).
A finales de 2012 realizó un reportaje sobre la situación social en España que apareció publicado en The New York Times con el título de "En España, austeridad y hambre" y originó un debate en diversos medios de comunicación.